# Bürgerschaftswahl in Bremen 2003
- SPD: 40
- Grüne: 12
- FDP: 1
- CDU: 29
- DVU: 1

Die Bürgerschaftswahl in Bremen 2003 war die 16. Wahl zur Bürgerschaft in der Freien Hansestadt Bremen nach dem Zweiten Weltkrieg. Sie fand am 25. Mai 2003 statt. Henning Scherf hatte die Bürgerschaftswahl am 6. Juni 1999 gewonnen und den Senat Scherf I gebildet, eine Koalition aus SPD und CDU.

## Wahlkampf
Die SPD Bremen plakatierte den Slogan „Bremen fährt gut mit Henning Scherf“. Der Koalitionspartner CDU Bremen zeigte sechs Kandidatinnen mit einem roten Sofa und dem Text „Starke Frauen wählen. CDU – Viel getan. Viel zu tun.“ Die Grünen verwendeten ein Bild einer Offshore-Windkraftanlage: „Wir investieren in Grünanlagen. Bremen braucht eine neue Koalition.“ Die FDP plakatierte eine Farbkomposition: Die oberen zwei Drittel waren rot mit dem Text „56 Jahre hat Bremen rot gesehen“, das untere Drittel gelb („Jetzt reichts. Mutig handeln statt schönreden“).
Die Sanierung des Landeshaushaltes war Top-Thema im Wahlkampf; die hohe Verschuldung und Arbeitslosigkeit galten weiterhin als die größten Probleme. Auch Bildungspolitik war ein Thema; Bremen belegte bei der PISA-Studie 2003 den letzten Platz im Ländervergleich.

## Spitzenkandidaten
| Partei                | Spitzenkandidat/in |
| --------------------- | ------------------ |
| SPD                   | Henning Scherf     |
| CDU                   | Hartmut Perschau   |
| Bündnis 90/Die Grünen | Karoline Linnert   |
| FDP                   | Claus Jäger        |

Der Bremer SPD-Spitzenkandidat Henning Scherf war ungeachtet der Krise der Bundes-SPD weiterhin sehr beliebt: Über 60 % der in Bremen befragten Wahlberechtigten gaben an, sie würden für ihn stimmen, wenn es eine Direktwahl gäbe.

## Ergebnis
Die Wahlbeteiligung lag bei 61,3 Prozent.
Die Parteien der Großen Koalition, SPD und CDU, setzten trotz Stimmenverlusten ihr Bündnis unter Henning Scherf (SPD) fort. FDP und DVU konnten die Fünfprozenthürde im Wahlbereich Bremerhaven, nicht aber in Bremen, überspringen und erhielten daher je ein Mandat. Dagegen scheiterte die – in Hamburg mitregierende – Schill-Partei trotz eines höheren Gesamtanteils in beiden Wahlbereichen an der Sperrklausel.
Für die SPD war die Bürgerschaftswahl der einzige Sieg bei den Landtagswahlen 2003: Es gab Niederlagen am 2. Februar 2003 in Hessen und Niedersachsen sowie am 21. September in Bayern.
| Partei     | Stimmen Bremen | Stimmen Bremerhaven | Stimmen gesamt | Prozent gesamt | Sitze (Veränderung) |
| ---------- | -------------- | ------------------- | -------------- | -------------- | ------------------- |
| SPD        | 106.484        | 16.996              | 123.480        | 42,3           | 40 (−7)             |
| CDU        | 72.196         | 14.623              | 86.819         | 29,8           | 29 (−13)            |
| GRÜNE      | 33.264         | 4.086               | 37.350         | 12,8           | 12 (+2)             |
| Schill     | 10.661         | 2.215               | 12.876         | 4,4            | —                   |
| FDP        | 9.669          | 2.625               | 12.294         | 4,2            | 1 (+1)              |
| DVU        | 3.376          | 3.266               | 6.642          | 2,3            | 1 (±0)              |
| PDS        | 4.386          | 499                 | 4.885          | 1,7            | —                   |
| Graue      | 1.875          | 599                 | 2.474          | 0,9            | —                   |
| DP         | 1.391          | —                   | 1.391          | 0,5            | —                   |
| Die Frauen | 1.098          | —                   | 1.098          | 0,4            | —                   |
| PBC        | 813            | 196                 | 1.009          | 0,3            | —                   |
| BHV        | —              | 789                 | 789            | 0,3            | —                   |
| SAV        | 542            | —                   | 542            | 0,2            | —                   |
| BBW        | —              | 117                 | 117            | <0,1           | —                   |